# Carouschka Streijffert
Carouschka Anna Carina Streijffert, artistnamn Carouschka, född 23 augusti 1955 i Stockholm, är en svensk konstnär och inredningsarkitekt.
Hon utbildade sig på Gerlesborgsskolan i Stockholm och på Konstfack i Stockholm 1971-1978.
Hon har bland annat deltagit i tv-programmet Från koja till slott.